# Heinrich Grünbeck

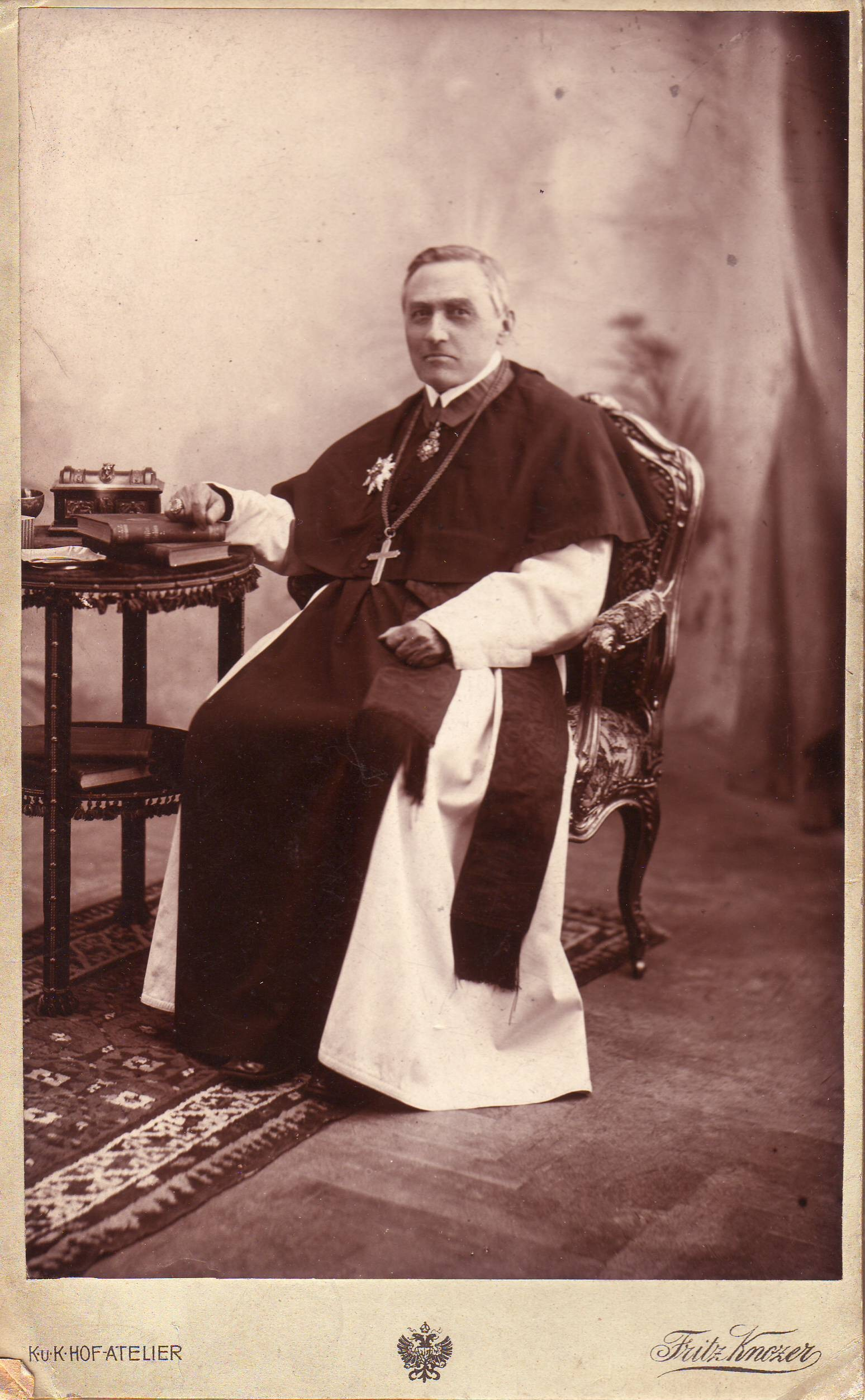
Abt Heinrich Grünbeck

Heinrich Grünbeck OCist (* 24. November 1818 in Wien; † 1. Jänner 1902 in Heiligenkreuz) war 62. Abt des Stiftes Heiligenkreuz bei Wien.

## Leben
Anton Grünbeck wuchs als Sohn eines Goldspinners in Wien auf, belegte an der dortigen Universität die philosophischen Jahrgänge des Theologiestudiums und trat am 20. Oktober 1839 in Heiligenkreuz ein. Er nahm den Ordensnamen Heinrich an, legte seine Profess am 31. Oktober 1843 ab und feierte am 4. August 1844 seine Primiz. Nach Einsätzen als Kaplan in Trumau und Alland, Bibliothekar, Kellermeister, äbtlicher Sekretär und Pfarrer in Sulz wurde er am 1. Juli 1865 Subprior. Anschließend bekleidete er das Amt des Kämmerers. Er war während der Sedisvakanz 1877–1879 einer der Administratoren des Stiftes und ab dem 19. Februar 1879 Abt. Sein Wahlspruch lautete: Nil sine Deo. Die Sedisvakanz war die Folge einer neuen Regelung des ungarischen Staates, wonach ein österreichischer Abt nicht zugleich Leiter eines ungarischen Klosters sein durfte. Heiligenkreuz musste sich daher vor der nächsten Abtwahl von St. Gotthard trennen, was für eine Verzögerung sorgte.
Von den Ereignissen um St. Gotthard ganz unabhängig, kam kurz nach Grünbecks Amtsantritt das Stift Neukloster am 16. Dezember 1881 zur Vereinigung mit Heiligenkreuz.
Abt Heinrich Grünbeck erwarb sich große Verdienste um die Erhaltung und Restaurierung der Stiftsgebäude. Während seiner Regierungszeit wurde unter der Leitung des Dombaumeisters Friedrich von Schmidt und seines Schülers Dominik Avanzo die barocke Innenausstattung der Stiftskirche entfernt und die Kirche im Stil der Romantik mit neugotischen Altären ausgestattet.
Grünbeck ist durch seinen baulichen Eifer heute noch im Erscheinungsbild der regotisierten Stiftskirche und im Kreuzgang präsent. Sie sind Früchte des seinerzeit dominanten Historismus, der seinen Niederschlag auch in einem erneuten Forschungseifer und einem romantischen Mönchsbild fand. Bei den Restaurierungsmaßnahmen unter Abt Franz Gaumannmüller wurden einige der historistischen Zutaten der Grünbeckzeit behutsam entfernt.
Für sein Wirken erhielt Abt Heinrich Grünbeck hohe Auszeichnungen, wie etwa das von Kaiser Franz Joseph I. verliehene Komturkreuz des Franz-Joseph-Ordens. Zudem war Grünbeck Ehrenbürger von Wiener Neustadt, Baden und Heiligenkreuz.
1886 predigte er bei der Sekundiz des Abtes von Hohenfurth Leopold Wackarž, der zu der Zeit Generalvikar der österreich-ungarischen Ordensprovinz der Zisterzienser war, und später Generalabt wurde.
Bestattet ist er in der Äbtegruft des Ortsfriedhofes von Heiligenkreuz.